# جورج كوك
جورج كوك (بالإنجليزية: George Cook)‏ (27 فبراير 1895 في المملكة المتحدة - 31 ديسمبر 1980 في المملكة المتحدة) هو لاعب كرة قدم بريطاني (وحمل سابقاً جنسية المملكة المتحدة لبريطانيا العظمى وأيرلندا) في مركز مهاجم داخلي. لعب مع أستون فيلا وتوتنهام هوتسبير ونادي برينتفورد وهدرسفيلد تاون وColwyn Bay F.C. ‏ وRotherham County F.C. ‏ وبيشوب أوكلاند ‏.